# Società Sportiva Lanerossi Vicenza 1986-1987
Questa voce raccoglie le informazioni riguardanti la Società Sportiva Lanerossi Vicenza nelle competizioni ufficiali della stagione 1986-1987.

## Stagione
Nella stagione 1986-1987 il 26 agosto due giorni dopo l'esordio stagionale in Coppa Italia, venne emesso dalla Commissione d'Appello Federale il verdetto in merito al secondo Totonero, che confermò la revoca della promozione in Serie A del Lanerossi Vicenza e la defezione del presidente Maraschin e del direttore sportivo Salvi. La proprietà della società passò quindi all'industriale Romano Pigato, presente dal 1977 nei quadri dirigenziali. Bruno Giorgi va ad allenare il Brescia e sulla panca dei berici arriva Tarcisio Burgnich. Dal punto di vista sportivo, in quei giorni è giunta l'eliminazione del Lanerossi dalla coppa nazionale, che con tre pareggi si è classificata al quarto posto in un raggruppamento includente la Lazio ed i prossimi vincitori dell'accoppiata trofeo-scudetto del Napoli.
In campionato invece il Lanerossi ha esordito bene, sconfiggendo in successione Taranto, Cagliari e Modena, portandosi nelle posizioni di vertice, valevoli per la promozione e occupandole stabilmente fino alla sconfitta con il Cesena dell'undicesima giornata a fine novembre. Da allora in seguito il Vicenza ha avuto una crisi di risultati, infatti nei successivi quindici incontri ha ottenuto una sola vittoria, ritrovandosi in piena lotta per non retrocedere, come spesso accade in queste situazioni, a farne le spese è stato l'allenatore Burgnich, che a seguito alla sconfitta interna con il Cagliari nella seconda giornata di ritorno, è stato esonerato e sostituito da Alfredo Magni. Ritornato alla vittoria nell'incontro esterno con il Catania del 12 aprile, nell'ultima parte del campionato il Lanerossi non è più riuscito a tirarsi fuori dalla zona pericolosa della classifica, giocandosi la salvezza nello scontro diretto con la Lazio dell'ultima giornata all'Olimpico. Perdendolo (1-0) a causa di una rete subìta nei minuti finali per mano di Giuliano Fiorini, e per via del contemporaneo successo del Taranto, il Lanerossi è scivolato al terzultimo posto della graduatoria, retrocedendo in Serie C1, stabilendo suo malgrado il primato nella storia delle prime due divisioni nazionali a retrocedere dopo aver vinto le prime tre partite.

## Divise e sponsor

Alfonso Bertozzi in azione con la divisa casalinga della stagione

Lo sponsor tecnico per la stagione 1986-1987 è Adidas, mentre lo sponsor ufficiale è Recoaro.
| Casa | Trasferta |  |

## Organigramma societario
Area direttiva
- Presidente: Dario Maraschin, dal 28 agosto Romano Pigato[2]
- General manager: Gastone Rizzato
- Medici sociali: dott. Francesco Binda e dott. Erasmo Racano

Area tecnica
- Allenatore: Tarcisio Burgnich, dal 17 febbraio Alfredo Magni[3][5]
- Allenatore in seconda: Ernesto Galli
- Massaggiatori: Vasco Casetto ed Elvenio Formichetti

## Rosa
| N. |                   | Ruolo | Calciatore          |
| -- | ----------------- | ----- | ------------------- |
|    | Italia (bandiera) | P     | Ennio Dal Bianco    |
|    | Italia (bandiera) | P     | Fabio Marchioro     |
|    | Italia (bandiera) | P     | Massimo Mattiazzo   |
|    | Italia (bandiera) | D     | Alfonso Bertozzi    |
|    | Italia (bandiera) | D     | Giuseppe Mascheroni |
|    | Italia (bandiera) | D     | Paolo Mazzeni       |
|    | Italia (bandiera) | D     | Danio Montani       |
|    | Italia (bandiera) | D     | Mauro Mosconi       |
|    | Italia (bandiera) | D     | Gianfranco Zanotto  |
|    | Italia (bandiera) | D     | Fabrizio Zoppellaro |
|    | Italia (bandiera) | C     | Vladimiro Caramel   |
|    | Italia (bandiera) | C     | Gianni De Biasi     |
|    | Italia (bandiera) | C     | Roberto Filippi     |

| N. |                   | Ruolo | Calciatore           |
| -- | ----------------- | ----- | -------------------- |
|    | Italia (bandiera) | C     | Daniele Fortunato    |
|    | Italia (bandiera) | C     | Mino Marchesini      |
|    | Italia (bandiera) | C     | Andrea Messersì      |
|    | Italia (bandiera) | C     | Eligio Nicolini      |
|    | Italia (bandiera) | C     | Giuseppe Pallavicini |
|    | Italia (bandiera) | C     | Gabriele Savino      |
|    | Italia (bandiera) | C     | Mauro Zironelli      |
|    | Italia (bandiera) | A     | Gabriello Carotti    |
|    | Italia (bandiera) | A     | Claudio Clementi     |
|    | Italia (bandiera) | A     | Paolo Grotto         |
|    | Italia (bandiera) | A     | Maurizio Lucchetti   |
|    | Italia (bandiera) | A     | Antonio Rondon       |

## Risultati

### Serie B

#### Girone di andata
| Arbitro: | Boschi (Parma) |

|            |           |  |
| Rondon 67’ | Marcatori |  |

| Arbitro: | Novi (Pisa) |

|           |           |                                           |
| Piras 85’ | Marcatori | 21’ El. Nicolini 64’ Savino 70’ Fortunato |

| Arbitro: | Lo Bello (Siracusa) |

|                                     |           |  |
| Rondon 7’ Lucchetti 86’ Filippi 89’ | Marcatori |  |

| Arbitro: | Leni (Perugia) |

|                   |           |  |
| Rondon 65’ (aut.) | Marcatori |  |

| Arbitro: | Coppetelli (Tivoli) |

|            |           |              |
| Savino 61’ | Marcatori | 26’ Cipriani |

| Arbitro: | Amendolia (Messina) |

|             |           |               |
| Galvani 59’ | Marcatori | 44’ Lucchetti |

| Arbitro: | Frigerio (Milano) |

|                                      |           |  |
| El. Nicolini 8’ (rig.) Fortunato 73’ | Marcatori |  |

| Arbitro: | Lamorgese (Potenza) |

|                        |           |                   |
| Turrini 5’ Ginelli 79’ | Marcatori | 88’ (rig.) Rondon |

| Arbitro: | Scalise (Bologna) |

|                               |           |              |
| Vullo 16’ (aut.) Messersì 31’ | Marcatori | 41’ Sorbello |

| Vicenza 16 novembre 1986 10ª giornata | Lanerossi Vicenza | 0 – 0 referto | Bari | Stadio Romeo Menti\| Arbitro: \| Tarallo (Como) \| |
| Arbitro:                              | Tarallo (Como)    |               |      |                                                    |

| Arbitro: | Pezzella (Frattamaggiore) |

|                         |           |  |
| Bordin 71’ Simonini 73’ | Marcatori |  |

| Arbitro: | Leni (Perugia) |

|              |           |                        |
| Clementi 80’ | Marcatori | 48’, 60’, 84’ Rebonato |

| Arbitro: | Di Cola (Avezzano) |

|                                                |           |               |
| Bortolazzi 10’ M. Rossi 14’, 75’ Signorini 36’ | Marcatori | 25’ Lucchetti |

| Arbitro: | Lamorgese (Potenza) |

|            |           |  |
| Panero 84’ | Marcatori |  |

| Arbitro: | Nicchi (Arezzo) |

|              |           |             |
| Clementi 80’ | Marcatori | 5’ Vagheggi |

| Arezzo 4 gennaio 1987 16ª giornata | Arezzo            | 0 – 0 referto | Lanerossi Vicenza | Stadio Comunale\| Arbitro: \| Scalise (Bologna) \| |
| Arbitro:                           | Scalise (Bologna) |               |                   |                                                    |

| Arbitro: | Longhi (Roma) |

|            |           |  |
| Rondon 50’ | Marcatori |  |

| Arbitro: | Pucci (Firenze) |

|                           |           |                  |
| Chiorri 28’ Nicoletti 34’ | Marcatori | 23’ El. Nicolini |

| Vicenza 25 gennaio 1987 19ª giornata | Lanerossi Vicenza | 0 – 0 referto | Lazio | Stadio Romeo Menti\| Arbitro: \| Cornieti (Forlì) \| |
| Arbitro:                             | Cornieti (Forlì)  |               |       |                                                      |

#### Girone di ritorno
| Arbitro: | Leni (Perugia) |

|                     |           |  |
| Bertozzi 65’ (aut.) | Marcatori |  |

| Arbitro: | Novi (Pisa) |

|  |           |                   |
|  | Marcatori | 86’ M. Pellegrini |

| Modena 1º marzo 1987 22ª giornata | Modena             | 0 – 0 referto | Lanerossi Vicenza | Stadio Alberto Braglia\| Arbitro: \| Acri (Novi Ligure) \| |
| Arbitro:                          | Acri (Novi Ligure) |               |                   |                                                            |

| Vicenza 8 marzo 1987 23ª giornata | Lanerossi Vicenza   | 0 – 0 referto | Triestina | Stadio Romeo Menti\| Arbitro: \| Amendolia (Messina) \| |
| Arbitro:                          | Amendolia (Messina) |               |           |                                                         |

| Arbitro: | Pucci (Firenze) |

|                         |           |  |
| Cipriani 4’ Marulla 73’ | Marcatori |  |

| Arbitro: | Leni (Perugia) |

|                              |           |                            |
| Rondon 19’ (rig.) Savino 90’ | Marcatori | 24’ Pradella 60’ Stringara |

| Arbitro: | Felicani (Bologna) |

|                               |           |  |
| Bernazzani 44’ F. Mariani 67’ | Marcatori |  |

| Vicenza 5 aprile 1987 27ª giornata | Lanerossi Vicenza   | 0 – 0 referto | Sambenedettese | Stadio Romeo Menti\| Arbitro: \| Amendolia (Messina) \| |
| Arbitro:                           | Amendolia (Messina) |               |                |                                                         |

| Arbitro: | Boschi (Parma) |

|                     |           |                           |
| Sorbello 67’ (rig.) | Marcatori | 3’ Bertozzi 37’ Lucchetti |

| Arbitro: | Novi (Pisa) |

|               |           |  |
| Cuccovillo 1’ | Marcatori |  |

| Arbitro: | Baldas (Trieste) |

|                        |           |                           |
| Carotti 42’ Savino 53’ | Marcatori | 46’ Rizzitelli 75’ Traini |

| Arbitro: | Bruschini (Firenze) |

|                      |           |  |
| Bosco 64’ Pagano 86’ | Marcatori |  |

| Arbitro: | Testa (Prato) |

|                            |           |  |
| Bertozzi 30’ Lucchetti 63’ | Marcatori |  |

| Arbitro: | Lombardo (Marsala) |

|             |           |  |
| Carotti 61’ | Marcatori |  |

| Arbitro: | Pieri (Genova) |

|                                |           |  |
| Perrone 81’ Goretti 90’ (rig.) | Marcatori |  |

| Arbitro: | Boschi (Parma) |

|                                |           |                            |
| Carotti 58’ (rig.) Montani 63’ | Marcatori | 40’ Minoia 80’ De Stefanis |

| Arbitro: | Pairetto (Torino) |

|                 |           |                  |
| S. Schillaci 5’ | Marcatori | 70’ El. Nicolini |

| Vicenza 14 giugno 1987 37ª giornata | Lanerossi Vicenza | 0 – 0 referto | Cremonese | Stadio Romeo Menti\| Arbitro: \| Bergamo (Livorno) \| |
| Arbitro:                            | Bergamo (Livorno) |               |           |                                                       |

| Arbitro: | D'Elia (Salerno) |

|             |           |  |
| Fiorini 82’ | Marcatori |  |

### Coppa Italia

#### Primo turno
| Arbitro: | Frigerio (Milano) |

|  |           |              |
|  | Marcatori | 25’ Paolucci |

| Vicenza 27 agosto 1986 2ª giornata | Lanerossi Vicenza   | 0 – 0 referto | Cesena | Stadio Romeo Menti\| Arbitro: \| Amendolia (Messina) \| |
| Arbitro:                           | Amendolia (Messina) |               |        |                                                         |

| Arbitro: | Tarallo (Como) |

|            |           |          |
| Rondon 68’ | Marcatori | 37’ Poli |

| Arbitro: | Magni (Bergamo) |

|                       |           |            |
| Muro 54’ Giordano 73’ | Marcatori | 82’ Rondon |

| Arbitro: | Di Cola (Avezzano) |

|                |           |             |
| Fermanelli 62’ | Marcatori | 22’ Carotti |

## Statistiche

### Statistiche di squadra
| Competizione | Punti | In casa | In casa | In casa | In casa | In casa | In casa | In trasferta | In trasferta | In trasferta | In trasferta | In trasferta | In trasferta | Totale | Totale | Totale | Totale | Totale | Totale | DR  |
| Competizione | Punti | G       | V       | N       | P       | Gf      | Gs      | G            | V            | N            | P            | Gf           | Gs           | G      | V      | N      | P      | Gf     | Gs     | DR  |
| ------------ | ----- | ------- | ------- | ------- | ------- | ------- | ------- | ------------ | ------------ | ------------ | ------------ | ------------ | ------------ | ------ | ------ | ------ | ------ | ------ | ------ | --- |
| Serie B      | 32    | 19      | 7       | 10      | 2       | 21      | 13      | 19           | 2            | 4            | 13           | 10           | 27           | 38     | 9      | 14     | 15     | 31     | 40     | -9  |
| Coppa Italia | -     | 3       | 0       | 1       | 1       | 1       | 2       | 2            | 0            | 1            | 1            | 2            | 3            | 5      | 0      | 3      | 2      | 3      | 5      | -2  |
| Totale       | -     | 22      | 7       | 11      | 3       | 22      | 15      | 22           | 2            | 5            | 14           | 12           | 30           | 43     | 9      | 17     | 17     | 34     | 45     | -11 |

### Andamento in campionato
| Giornata  | 1 | 2 | 3 | 4 | 5 | 6 | 7 | 8 | 9 | 10 | 11 | 12 | 13 | 14 | 15 | 16 | 17 | 18 | 19 | 20 | 21 | 22 | 23 | 24 | 25 | 26 | 27 | 28 | 29 | 30 | 31 | 32 | 33 | 34 | 35 | 36 | 37 | 38 |
| --------- | - | - | - | - | - | - | - | - | - | -- | -- | -- | -- | -- | -- | -- | -- | -- | -- | -- | -- | -- | -- | -- | -- | -- | -- | -- | -- | -- | -- | -- | -- | -- | -- | -- | -- | -- |
| Luogo     | C | T | C | T | C | T | C | T | C | C  | T  | C  | T  | T  | C  | T  | C  | T  | C  | T  | C  | T  | C  | T  | C  | T  | C  | T  | T  | C  | T  | C  | C  | T  | C  | C  | T  | C  |
| Risultato | V | V | V | P | N | N | V | P | V | N  | P  | P  | P  | P  | N  | N  | V  | P  | N  | P  | P  | N  | N  | P  | N  | P  | N  | V  | P  | N  | P  | V  | V  | P  | N  | N  | N  | P  |
| Posizione | 6 | 1 | 1 | 2 | 2 | 2 | 2 | 4 | 3 | 2  | 3  | 6  | 8  | 10 | 9  | 9  | 9  | 11 | 14 | 14 | 14 | 14 | 15 | 15 | 16 | 16 | 16 | 15 | 15 | 17 | 17 | 16 | 14 | 16 | 16 | 16 | 16 | 18 |

Fonte:  SERIE B 1986-1987 - L.R. VICENZA, su calcio-seriea.net.
Legenda:

Luogo: C = Casa; T = Trasferta. Risultato: V = Vittoria; N = Pareggio; P = Sconfitta.

### Statistiche dei giocatori
| Giocatore      | Serie B  | Serie B | Serie B     | Serie B    | Coppa Italia | Coppa Italia | Coppa Italia | Coppa Italia | Totale   | Totale | Totale      | Totale     |
| Giocatore      | Presenze | Reti    | Ammonizioni | Espulsioni | Presenze     | Reti         | Ammonizioni  | Espulsioni   | Presenze | Reti   | Ammonizioni | Espulsioni |
| -------------- | -------- | ------- | ----------- | ---------- | ------------ | ------------ | ------------ | ------------ | -------- | ------ | ----------- | ---------- |
| A. Bertozzi    | 34       | 2       | ?           | 0          | 4            | 0            | ?            | 0            | 38       | 2      | ?           | 0          |
| V. Caramel     | 0        | 0       | 0           | 0          | 0            | 0            | 0            | 0            | 0        | 0      | 0           | 0          |
| G. Carotti     | 22       | 3       | ?           | 0          | 4            | 1            | ?            | 0            | 26       | 4      | ?           | 0          |
| C. Clementi    | 14       | 2       | ?           | 0          | 0            | 0            | 0            | 0            | 14       | 2      | 0+          | 0          |
| E. Dal Bianco  | 9        | -8      | ?           | 0          | 0            | -0           | 0            | 0            | 9        | -8     | 0+          | 0          |
| G. De Biasi    | 19       | 0       | ?           | 0          | 0            | 0            | 0            | 0            | 19       | 0      | 0+          | 0          |
| R. Filippi     | 24       | 1       | ?           | 0          | 4            | 0            | ?            | 0            | 28       | 1      | ?           | 0          |
| D. Fortunato   | 28       | 2       | ?           | 2          | 4            | 0            | ?            | 0            | 32       | 2      | ?           | 2          |
| P. Grotto      | 8        | 0       | ?           | 0          | 0            | 0            | 0            | 0            | 8        | 0      | 0+          | 0          |
| M. Lucchetti   | 32       | 5       | ?           | 0          | 5            | 0            | ?            | 0            | 37       | 5      | ?           | 0          |
| M. Marchesini  | 2        | 0       | ?           | 0          | 0            | 0            | 0            | 0            | 2        | 0      | 0+          | 0          |
| F. Marchioro   | 0        | -0      | 0           | 0          | 0            | -0           | 0            | 0            | 0        | -0     | 0           | 0          |
| G. Mascheroni  | 35       | 0       | ?           | 0          | 4            | 0            | ?            | 0            | 39       | 0      | ?           | 0          |
| M. Mattiazzo   | 30       | -32     | ?           | 0          | 5            | -5           | ?            | 0            | 35       | -37    | ?           | 0          |
| P. Mazzeni     | 34       | 0       | ?           | 0          | 5            | 0            | ?            | 0            | 39       | 0      | ?           | 0          |
| A. Messersì    | 33       | 1       | ?           | 0          | 5            | 0            | ?            | 0            | 38       | 1      | ?           | 0          |
| D. Montani     | 34       | 0       | ?           | 2          | 5            | 0            | ?            | 0            | 39       | 0      | ?           | 2          |
| M. Mosconi     | 3        | 0       | ?           | 0          | 1            | 0            | ?            | 0            | 4        | 0      | ?           | 0          |
| E. Nicolini    | 32       | 4       | ?           | 1          | 5            | 0            | ?            | 0            | 37       | 4      | ?           | 1          |
| G. Pallavicini | 6        | 0       | ?           | 0          | 3            | 0            | ?            | 0            | 9        | 0      | ?           | 0          |
| A. Rondon      | 26       | 5       | ?           | 1          | 5            | 2            | ?            | 0            | 31       | 7      | ?           | 1          |
| G. Savino      | 28       | 4       | ?           | 0          | 5            | 0            | ?            | 0            | 33       | 4      | ?           | 0          |
| G. Zanotto     | 9        | 0       | ?           | 0          | 0            | 0            | 0            | 0            | 9        | 0      | 0+          | 0          |
| M. Zironelli   | 0        | 0       | 0           | 0          | 0            | 0            | 0            | 0            | 0        | 0      | 0           | 0          |
| F. Zoppellaro  | 14       | 0       | ?           | 1          | 0            | 0            | 0            | 0            | 14       | 0      | 0+          | 1          |

## Giovanili

### Organigramma
Primavera
- Allenatore: Giulio Savoini